# Luis Juan María de Borbón
Luis Juan María de Borbón, duque de Penthièvre (16 de noviembre de 1725-4 de marzo de 1793), hijo de Luis Alejandro de Borbón y su esposa, María Victoria de Noailles. También era nieto de Luis XIV de Francia y de su amante, Madame de Montespan. 
Desde su nacimiento fue conocido como el Duque de Penthièvre. También poseyó los títulos de Príncipe de Lamballe (otorgado como título de cortesía al único hijo sobreviviente del duque), Príncipe de Carignano, Duque de Rambouillet, Duque de Aumale (1775), Duque de Gisors, Duque de Châteauvillain, Duque de Arc-en-Barrois, Duque de Amboise, Conde de Eu y Conde de Guingamp.

## Primeros años

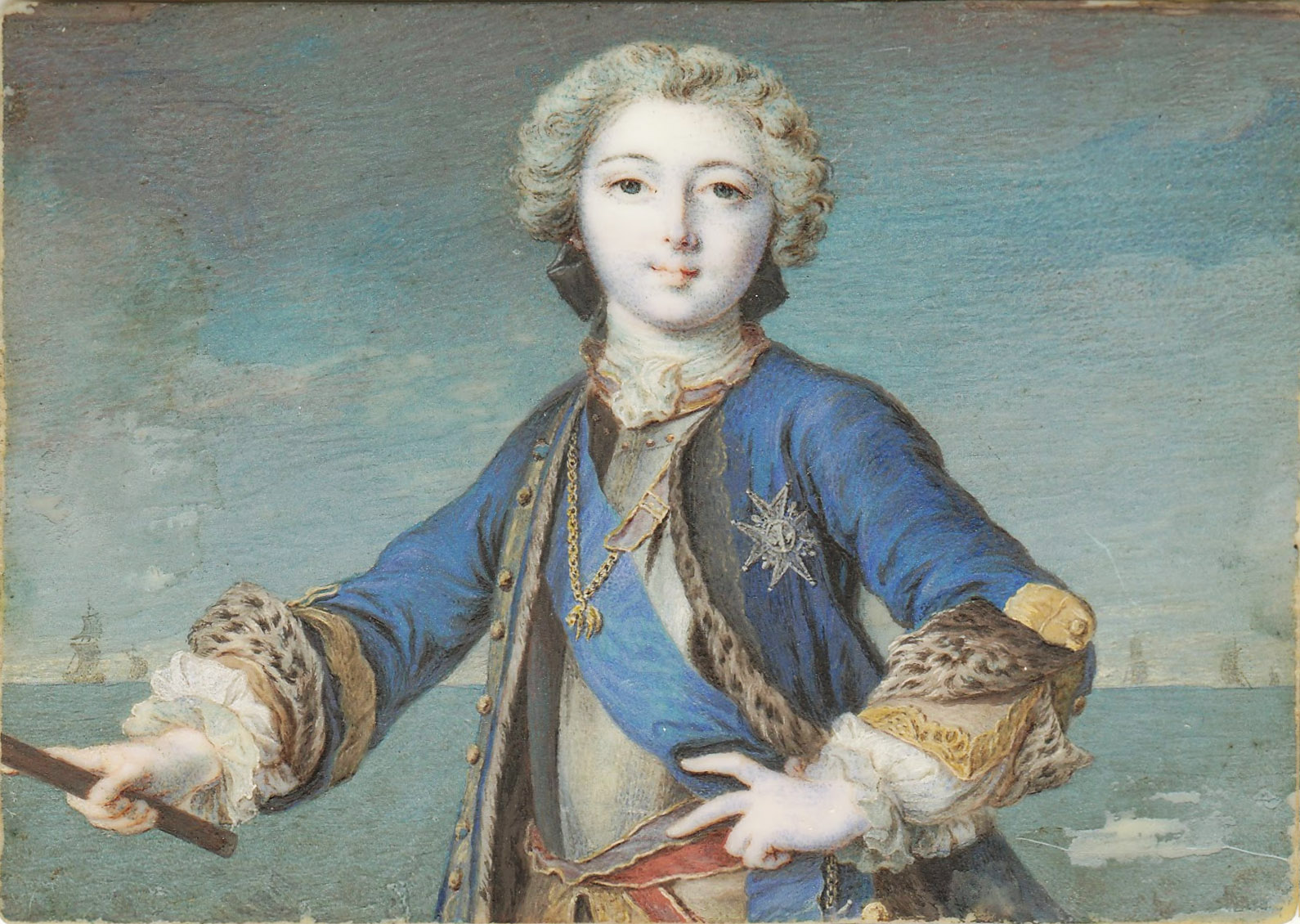
El Duque de Penthièvre en su infancia, por Jean-Marc Nattier.

Luis Juan, nació en el Palacio de Rambouillet, hijo del hijo menor legitimado de Luis XIV y Madame de Montespan, Luis Alejandro de Borbón, y su esposa, María Victoria de Noailles, una de las hijas de Anne Jules de Noailles, duque de Noailles. Su madre actuó como una especie de madre adoptiva para el joven y huérfano, Luis XV, y el duque estuvo en una estrecha relación con el joven monarca, que además era su padrino.
A la edad de doce años, después de la muerte de su padre, le sucedió en sus puestos militares y títulos:
- Almirante de Francia.
- Gran Maestre de Francia.
- Gran Cazador de Francia.
- Mariscal de Francia.
- Gobernador de Bretaña.

El 2 de julio de 1733, a la edad de seis años, fue nombrado maréchal de camp (mariscal de campo) y, al año siguiente, lieutenant général (teniente general). 
En 1740 fue nombrado caballero de la Orden del Toisón de Oro, y en 1742 caballero de la Orden del Espíritu Santo. Sirvió en el ejército a las órdenes de su tío materno, el mariscal-duque de Noailles, luchando brillantemente en Dettingen, en 1743, y Fontenoy, en 1745.

## Matrimonio

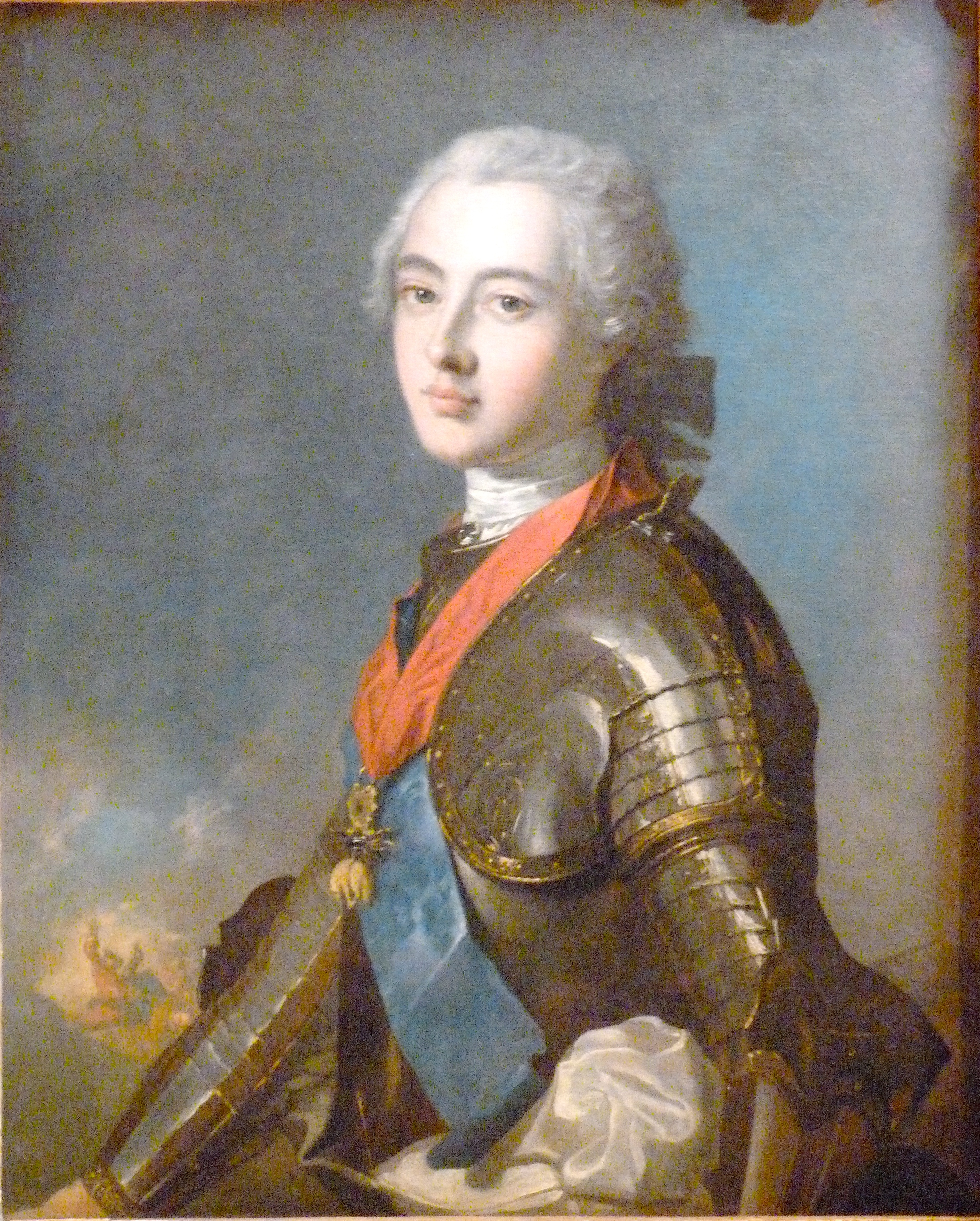
Retrato del Duque de Penthièvre en la Batalla de Fontenoy, por Jean-Marc Nattier.

Como era el poseedor de una de las mayores fortunas de Europa, Luis Juan María era un candidato elegible ante un posible matrimonio ventajoso, sobre todo teniendo en cuenta su estrecha relación con la Familia Real Francesa.
Se propuso que se casara con su prima, Luisa Enriqueta de Borbón, nieta mayor de su tía paterna, Luisa Francisca de Borbón. Esta idea, sin embargo, fue abandonada, dado que la madre de Luisa Enriqueta deseaba que su hija se casara con el heredero de la Casa de Orleans. 
En 1744, a la edad de diecinueve años, Penthièvre se casó con su prima segunda, la princesa María Teresa Felicidad de Este (1726-1754), hija de Francisco III de Este, duque soberano de Módena y Reggio, y Carlota Aglaé de Orleans. La joven pareja ocupó una suite de apartamentos en Versalles, que antes había sido ocupado por su ancestro común, Madame de Montespan. Estos apartamentos fueron utilizados por el duque y su familia hasta el reinado de Luis XVI, cuando fueron otorgados a las Mesdames, las tías solteras del nuevo rey.
La pareja tuvo siete hijos, de los cuales solo dos llegaron a la edad adulta: 

### Descendencia
- Luis María de Borbón, duque de Rambouillet (1746-1749).
- Luis Alejandro José Estanislao de Borbón, príncipe de Lamballe (1747-1768), casado con la princesa María Teresa de Saboya-Carignano (1749-1792).
- Juan María de Borbón, duque de Châteauvillain (1748-1755).
- Vicente María Luis de Borbón, conde de Guingamp (1750-1752).
- María Luisa de Borbón (1751-1753).
- Luisa María Adelaida de Borbón, Mademoiselle de Penthièvre (1753-1821), casada con Felipe Igualdad.
- Luis María Felicidad de Borbón (1754), murió al nacer.

La duquesa de Penthièvre murió durante su último parto en 1754. Gravemente afectado por la pérdida de su joven esposa, el duque no se volvió a casar.
Después de la muerte de su esposa, el duque se alejó de la corte de Versalles, residiendo entre dos de las propiedades que tenía en tantos países, el Castillo de Rambouillet y el Castillo de Sceaux. Dedicó el resto de su vida a la caridad. Durante la Revolución Francesa, dio refugio en Sceaux al poeta Jean-Pierre Claris de Florian, quien había sido uno de sus pajes y secretarios en el castillo de Anet.
En 1791, se trasladó al castillo de Bizy, en Vernon, Normandía, donde su hija se le unió en abril de ese año después de dejar a su marido, el duque de Orleans. Muy respetado por la gente debido a su filantropía, el duque nunca fue molestado por los radicales durante el progreso de la Revolución Francesa. Otros miembros de su familia, sin embargo, no se salvaron. El 3 de septiembre de 1792, su nuera, la princesa de Lamballe, fue salvajemente asesinada, y, el 21 de enero de 1793, su primo Luis XVI fue ejecutado. No llegó a ver la detención de su hija en abril de 1793, ya que murió el 4 de marzo de 1793 en Bizy. En la noche del 6 al 7 de marzo, su cuerpo fue llevado clandestinamente a Dreux, donde fue enterrado en la cripta familiar en la Collégiale Saint-Étienne. A lo largo de su vida, el duque de Penthièvre tuvo una pasión, la colección de relojes.

## Legado
Luis Juan María también fue jefe y fundador de la Casa de Borbón-Penthièvre, una rama extinta e ilegítima de la Casa de Borbón, originalmente llamada Casa de Borbón-Tolosa, en honor al título de su padre, Luis Alejandro de Borbón, conde de Tolosa.
Penthièvre fue uno de los hombres más ricos de su época y probablemente el más rico de Francia. Fue conocido por ser muy caritativo. La mayor parte de su inmensa riqueza provenían de la fortuna de la Grande Mademoiselle, prima del rey Luis XIV.
En 1681, Luis XIV dio su consentimiento para que su prima se casara con el duque de Lauzun, el único hombre que ella amaba, a condición de hacer al duque de Maine, el legitimado hijo del rey y Madame de Montespan, su heredero. Lo único que ella podía hacer era aceptar, contra su voluntad, dar al joven duque el Condado de Eu y el Principado de Dombes. A pesar de eso, Luis XIV, desleal a su palabra, no le permitió casarse con Lauzun.
En el tiempo de 1690-1775 la casa de los Borbòn-Maine era una de las más ricas y poderosas casas de Francia, ya que contaba con numerosas propiedades y títulos nobiliarios. Dos principados, tres ducados, dos condados, la fortuna aumento con los numerosos costosos regalos de Luis XIV. El heredero principal de la familia Luis Augusto nunca se casó. Su hermano Luis Carlos de Borbon se casó, sin embargo, sus hijos fallecieron antes que el. Luis Carlos fallece en 1775 haciendo que el duque de Penthièvre fuera el único heredero de la fortuna de Maine, heredando los castillos de  Sceaux, Anet, Aumale, Dreux y Gisors, el Hôtel du Maine y los títulos de Duque de Maine (dominio real), Príncipe de Dombes (dominio real), Príncipe de Anet, Duque de Aumale, Duque de gisors, Conde de Eu, y Conde de Dreux, que formaban parte de esa inmensa herencia.
Además, al ser su único hijo, el duque de Penthièvre era el único heredero del conde de Tolosa, de quien heredó el Hôtel de Toulouse, en París, y el Castillo de Rambouillet, rodeado del magnífico bosque de Rambouillet. El Hôtel de Toulouse fue la residencia de la familia en París. Se encuentra frente al Palais Royal.
Con el tiempo, el duque de Penthièvre adquirió otras propiedades: 
- castillo de Chanteloup, un inmenso castillo situado en Turena, provincia de Francia.
- castillo de Amboise, castillo en el Valle del Loira.
- castillo de Châteauneuf-sur-Loire.
- castillo de La Ferté-Vidame, este castillo fue la residencia del famoso memorialista, Saint-Simon.

Debido a que su heredero, el príncipe de Lamballe, murió antes que él en 1768, su hija, su único heredero sobreviviente, se convirtió en la única heredera de su fortuna. En 1769, se había casado con el duque de Chartres, futuro duque de Orleans, conocido históricamente con Felipe Igualdad. En consecuencia, consiguió (después de la Restauración Borbónica) recuperar su fortuna, confiscada durante la Revolución Francesa, pasando, después de su muerte en 1821, a posesión de la Casa de Orleans. 
Las tierras del Conde de Dreux (Condado de Dreux) fueron otorgadas al duque de Penthièvre por su primo, Luis XVI. En noviembre de 1783, después de vender a Luis XVI el Castillo de Rambouillet y el inmenso bosque unido a la propiedad -siendo este último la razón principal de la venta- Penthièvre trasladó los nueve cuerpos de su familia (sus padres, su esposa y seis de sus siete hijos), desde la iglesia de Saint-Lubin, en Rambouillet a la Collégiale Saint-Étienne de Dreux, donde él mismo fue enterrado en marzo de 1793. En noviembre de 1793, una turba de revolucionarios profanaron la cripta de la familia y arrojaron los diez cuerpos a una fosa común en el cementerio de la Collégiale (cimetière des Chanoines). En 1816, su hija, Luisa María Adelaida de Borbón, duquesa viuda de Orleans (duchesse douairière d'Orléans), colocó una nueva capilla en el sitio de la tumba, como lugar de descanso final para los miembros de la Casa Borbón-Tolosa-Penthièvre. Después de la ascensión al trono de su hijo, Luis Felipe, rey de los franceses, la capilla fue nombrada Capilla Real de Dreux, convirtiéndose en la necrópolis de la familia real de Orleans. Contiene los restos de 75 miembros de las familias de Borbón-Penthièvre y Orleans.
Una calle de París, cerca de la Avenida de los Campos Elíseos, fue nombrada en honor del duque de Penthièvre. En el n° 11 de la calle de Penthièvre, se encuentra un hôtel particulier de la época del Primer Imperio Francés con un inmenso jardín, se cree que fue la residencia del nieto del duque de Penthièvre, el futuro rey de los franceses, Luis Felipe I, durante su juventud. Durante el siglo XIX, el n° 11 fue sede de la Embajada de los Estados Unidos. Esta dirección se hizo famosa durante principios del siglo XX por ser salon de couture de la diseñadora británica, "Lucile".

## Títulos y estilos
- 16 de noviembre de 1725 – 4 de marzo de 1793: Su Alteza Serenísima el Duque de Penthièvre.